# Sphecius speciosus
Sphecius speciosus (лат.) — вид крупных песочных ос из подсемейства Bembicinae (триба Bembicini). Охотники за цикадами (Eastern cicada killer).

## Распространение
Северная Америка: Канада, Мексика и восточные штаты США. Центральная Америка (Гватемала, Гондурас). Sphecius speciosus предпочитает более низкие места обитания, чем близкие к нему виды Sphecius convallis и S. grandis, но выше, чем S. hogardii. Средние высоты обитания для S. grandis составляют 755 м ± 23,3 м, в то время как у S. speciosus — 219 м ± 4,7 м, у S. convallis — 582 м ± 30,9 м, а у вида S. hogardii (18 м ± 5 м).

## Описание
Крупные яркоокрашенные осы (длина от 3 до 5 см). Брюшко S. speciosus с желтыми пятнами на 1—3 сегментах. Окраска в основном чёрная (части груди и 1-го тергита брюшка рыжие). Сходные виды ос: S. grandis, S. hogardii, S. convallis, S. spectabilis.
Охотятся за цикадами (Cicadidae), которых жалят, парализуют ядом и доставляют в гнездо. Имаго питаются нектаром и соком растений (сапом). 
Гнездятся в песчаной почве. У гнездовых туннелей S. speciosus обычно есть характерный U-образный воротник из рыхлой почвы вокруг входного отверстия. Отдельные туннели могут иметь длину от 76 до 177 см и могут проходить от 30 до 38 см ниже поверхности. Первая камера находится примерно в 30 см или около того от входа. В туннеле имеется в среднем 15 боковых камер в форме яйца, каждая из которых содержит от 1 до 3 парализованных цикад и яйцо, которое созревает через 2–3 дня. Личинка осы питается в течение приблизительно 10 дней, оставляя только внешнюю оболочку цикады. Осенью личинка плетёт шелковистый футляр вокруг себя и готовится к зиме. Цикл развития будет завершен, когда молодые осы появятся следующим летом. Существует одно поколение каждый год. 
Список добычи включает различные виды цикад, в том числе представителей 5 родов (Diceroprocta, Magicicada, Neocicada, Quesada, Tibicen), и более чем двух десятков видов (D. cinctifera, D. olympusa, D. viridifascia, D. vitripennis; Magicicada cassinii, M. septendecim; Neocicada hieroglyphica, N. h. johannis; Quesada gigas; Tibicen auletes, T. canicularis, T. davisi, T. dealbatus, T. dorsatus, T. figuratus, T. linnei, T. lyricen, T. lyricen engelhardti, T. lyricen virescens, T. pruinosus, T. resh, T. resonans, T. robinsonianus, T. similaris, T. tibicen, T. tibicen australis, T. walkeri, T. walkeri pronotalis, T. winnemanna). Наиболее частой добычей становятся цикады рода Tibicen (T. canicularis, T. linnei, T. lyricen, T. pruinosus, и T. tibicen, включая T. chloromerus, младший синоним вида T. tibicen), которые вместе составляют 88 % от всех пойманных экземпляров (Holliday et al. 2009).
Встречается внутривидовой клептопаразитизм, а также межвидовое воровство добычи у ос птицами (например, такими как калифорнийская земляная кукушка, королевские тиранны).
Продолжительность жизни составляет около полумесяца для самцов и около месяца для самок. 
Самки более терпимы к их конспецифичным ближайшими соседями, чем к самкам из более отдаленных нор. Осы по-разному реагируют на своих соседей, гнездящихся в пределах одного метра и проникающих в их гнездовые норки. Эта реакция на них отличается в зависимости от определённых условий. При проникновении в их гнездо чужаков (ос-самок своего вида) более крупных, чем они сами размеров, реакция будет более агрессивной, если в их гнезде находится корм в виде парализованной крупной цикады. В случае проникновения более крупной или наоборот более мелкой осы-соседки, но при отсутствии в гнезде корма — реакция будет не агрессивной. Агрессивная реакция включает в себя покусывание жвалами и ужаления.
Самки почти вдвое крупнее самцов, тем не менее, соотношение крыловой мускулатуры к массе тела одинаково у обоих полов. Около 10 % самок ловят добычу крупнее себя и поэтому не могут нести её в полёте. В таких случаях самки поднимаются пешком с добычей на вертикальные объекты (ветви) и оттуда планируют к гнезду.
Самцы появляются раньше самок и соревнуются друг с другом за территории в гнездовых колониях, где будут спариваться. Некоторые самцы, по-видимому, проявляют территориальное поведение. Средняя масса и размеры успешно спаривающихся самцов были незначительно выше, чем у мелких особей (измеряли массу тела, длину крыла и ширину мезоскутума). Хотя успешные самцы были крупнее, чем случайная выборка из общей мужской популяции, они не были значительно больше, чем неуспешные самцы в исследованных кластерах. По-видимому, маленькие самцы либо избегают, либо исключаются из спаривающихся кластеров.
Громкое (до 72 дБ, измерено на расстоянии 3 см от спинной стороны груди) оборонительное жужжание производится с большим количеством гармоничных и случайных звуковых импульсов. Производство такого шума вызывает быстрое повышение температуры грудной клетки до уровня оптимального для полёта.

## Классификация
Вид был впервые описан в 1773 году английским энтомологом Дрю Друри (Dru Drury, 1725—1804) под первоначальным названием Sphex speciosus. Это один из пяти видов рода Sphecius в Северной Америке

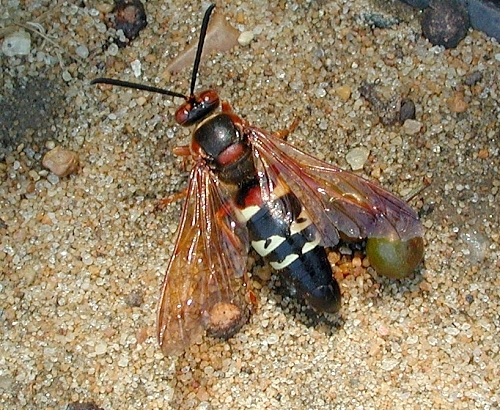
Sphecius speciosus
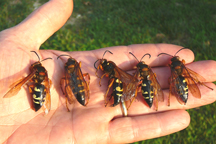
Sphecius speciosus
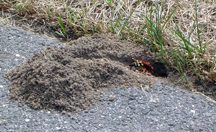
Sphecius speciosus (рытьё норки)
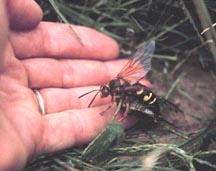
Sphecius speciosus (самка с добычей села на руку)
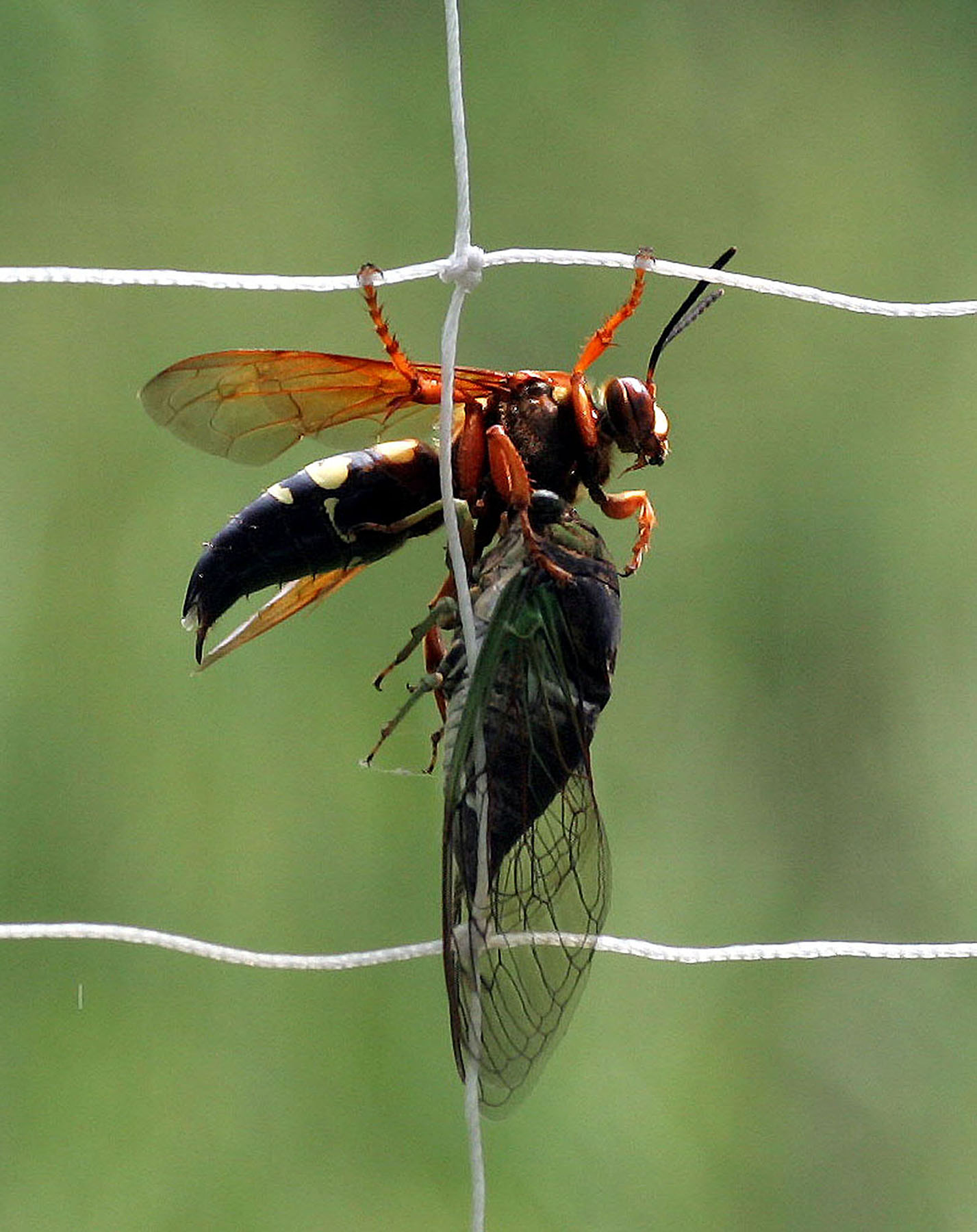
Sphecius speciosus с добычей
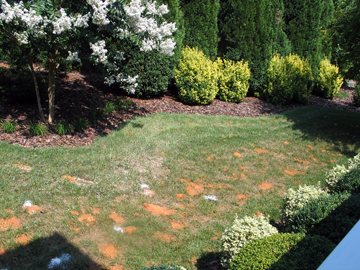
Инфестация Sphecius speciosus (норки)